# Muerte de Hansel Hernández
La muerte de Hansel Hernández ocurrió el 24 de junio de 2020 en el barrio La Lima, Guanabacoa, La Habana (Cuba), como resultado de un altercado con policías locales. El motivo del altercado fue que Hernández, un hombre afrocubano, presuntamente se encontraba hurtando. Este, ante la posibilidad de ser arrestado, intentó escapar. Durante la persecución de dos kilómetros, el sujeto lanzó piedras a los efectivos policiales, quienes abrieron fuego contra Hernández falleciendo por un disparo en la espalda. La versión oficial dice que se trató de un solo efectivo policial, herido por piedras lanzadas por el sujeto, que disparó contra Hernández.
La foto del cadáver fue subida a Facebook por una peatona del lugar, volviéndose viral en poco tiempo. La Policía Nacional Revolucionaria lamentó el suceso pero afirmó que el sujeto tenía antecedentes penales. El suceso fue tomado como un acto de brutalidad policial y racismo por la comunidad afrocubana, por lo que Hernández fue denominado como el «George Floyd cubano», dando lugar a manifestaciones en toda la isla. El Gobierno cubano reprimió todo tipo de protestas relacionadas con Hernández.

## Antecedentes históricos
Fidel Castro, líder de la revolución cubana, llegó a decir que «todo revolucionario sabe que, entre los más crueles sufrimientos que afectan a la sociedad humana, está la discriminación racial (...) éramos entonces lo suficientemente ingenuos como para creer que establecer la igualdad total y absoluta ante la ley ponía fin a la discriminación. Porque hay dos discriminaciones, una que es subjetiva y otra que es objetiva».
El sistema penitenciario cubano se encuentra con sobrepoblación de personas negras, según el Centro de Asesoría Legal Cubalex «las prácticas de La Policía [cubana] son a partir de perfiles raciales, porque manejan una teoría lombrosiana en la que las personas afrodescendientes aparecen como propensas a cometer delitos contra el patrimonio como hurto, robo con fuerza, robo con violencia, y eso puede indicar, que encontrará menos piedad». World Prison Brief informa que Cuba para 2012 tenía una población carcelaria de 57 337.  Para 2018, International Association for Pattern Recognition pone a Cuba como el sexto país a nivel mundial en tasa de prisioneros.
El opositor afrocubano Orlando Zapata, que falleció el 23 de febrero de 2010 por llevar una huelga de hambre de 86 días fue tildado de «negro delincuente» por simpatizantes del gobierno. El 8 de marzo de 2020, durante un juicio contra la afrofeminista Rosario Morales de la Rosa, una jueza del Tribunal de Cojímar le comunicó que «los negros contrarrevolucionarios sólo sirven para barrer la calle», Morales denunció que su caso tiene tintes de discriminación racial. El Comité de Ciudadanos por la Integración Racial informa que las personas afrodescendientes son castigadas por «afectar la unidad nacional» si profundizan en la situación de pobreza en la isla, en donde la mayoría de pobres son negros.

## Antecedentes recientes
Hansel Ernesto Hernández Galiano era un residente afrocubano de Guanabacoa, un municipio de La Habana; tenía 27 años. Hernández era de clase baja. Antes de su muerte, en el país ya se habían presentado casos de abuso policial como medida de represión al descontento generalizado por las políticas tomadas por el gobierno debido a la pandemia de COVID-19 en Cuba.
Según Deutsche Welle, la muerte de Hernández desembocó el enojo popular que se venía gestando hacia el gobierno y los dirigentes del Partido Comunista de Cuba desde hace mucho tiempo. Opositores cubanos realizaron muestras de solidaridad con las protestas por la muerte de George Floyd.

## Arresto y muerte

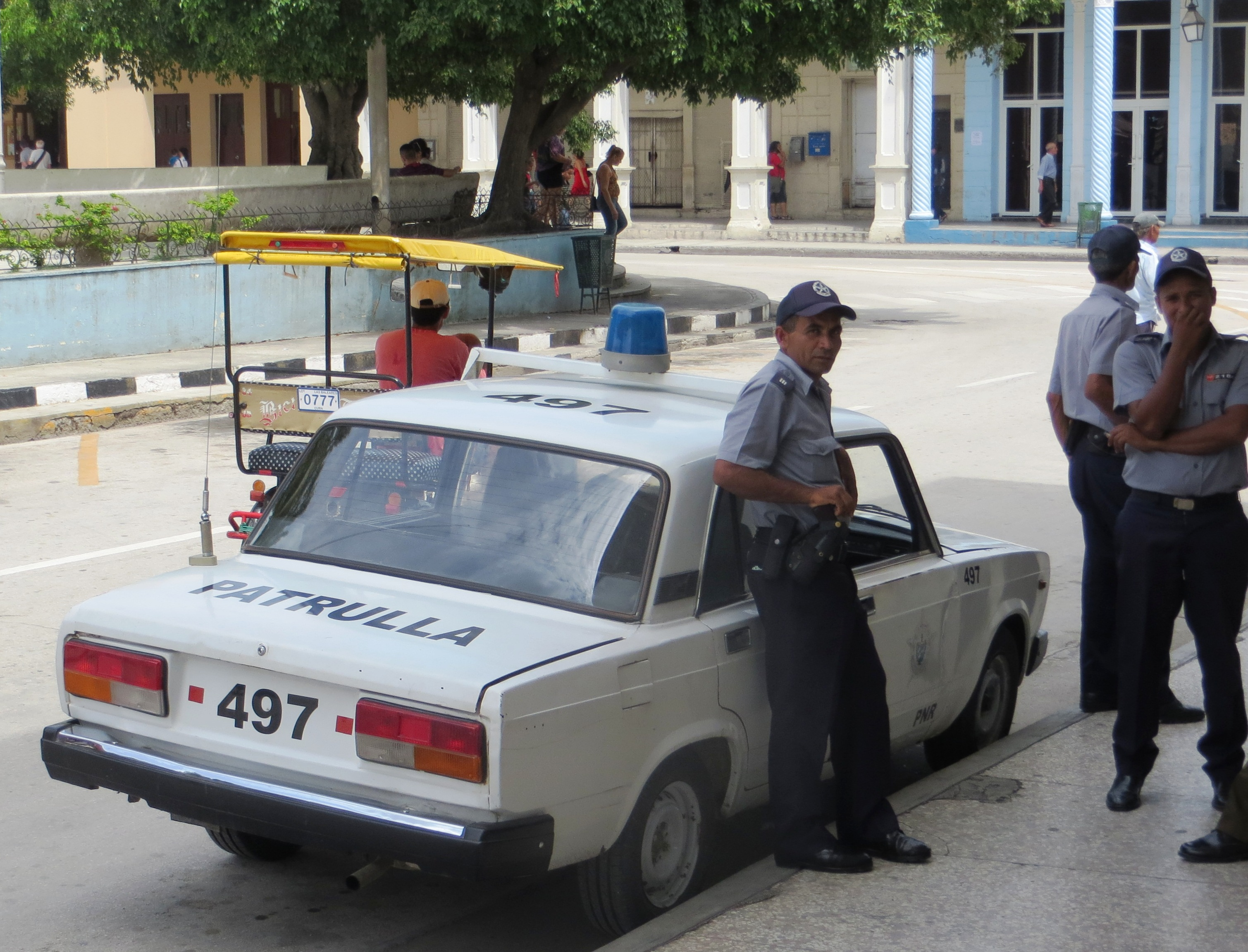
Policía Nacional Revolucionaria en La Habana.

Según la versión oficial, Hernández fue encontrado in fraganti robando «piezas y accesorios de un paradero de ómnibus», y al darse cuenta de la presencia de la Policía Nacional Revolucionaria (PNR), se dio a la fuga. Tres oficiales persiguieron a Hernández por dos kilómetros; éste arrojó piedras, lastimando a uno de los policías en varias partes del cuerpo: entrepierna, torso y un hombro dislocado. Un policía hizo dos disparos para intentar persuadir al atacante, pero al no ver respuesta, realizó un disparo mortal.
Una mujer que se encontraba por la zona tomó una fotografía de Hernández tirado en el piso y la publicó en su cuenta de Facebook; la publicación se volvió viral. Se desconoce si a Hernández se le hizo una autopsia y en caso de haberse realizado, se desconocen sus resultados. El cuerpo fue cremado. La PNR no especificó si castigó a los policías implicados en el crimen.

## Investigación
El Ministerio del Interior de Cuba demoró tres días en reconocer la muerte de Hernández como un exceso, pero comunicó que se encontraba en libertad condicional. El Observatorio Cubano de Derechos Humanos (OCDH) condenó el acto, y reprochó que el Gobierno cubano y el Partido Comunista de Cuba ligaran a Hernández con el Gobierno de los Estados Unidos, lo que consideraron una difamación a su memoria: «Tampoco entendemos por qué el comunicado oficial en una parte se refiere al policía como 'el militar' y en otra habla de 'nuestros combatientes', cuando no se trata de un hecho en el que haya intervenido el Ejército y, que sepamos, el país no está en guerra».
Se desconoce la identidad de los efectivos de la PNR involucrados en el hecho, incluyendo al que disparó a Hernández. La PNR se limitó a argumentar que el policía actuó en defensa propia.

### Reacciones de los familiares de Hernández
Lenia Patiño, presunta tía de Hernández, expresó en Facebook: «Por qué entonces tuvieron que acudir a su arma de fuego y quitarle un hijo a una madre, a un padre, un sobrino a su tía, un hermano a su hermanita menor... Constando que JAMÁS (sic) estuvo armado, por favor, justicia». La BBC intento comunicarse con la madre del occiso, pero no obtuvo alguna respuesta.
El diario Tribuna de La Habana publicó el 9 de julio una entrevista de la madre de Hérandez, Yanet Galeano Patiño sobre las protestas por la muerte de su hijo. Gaieeano pidió que «elementos inescrupulosos [en referencia a los manifestantes]» no utilicen a su hijo para hacer política anticubana, además dijo «sentirse identificada con la Revolución y expresó su confianza en el Gobierno y sus órganos de justicia, por lo que está segura de la transparencia del proceso judicial (…) como siempre ha sido dentro de la Revolución cubana». La entrevista fue cuestionada de ser real por otros medios de comunicación como ADN Cuba y Tremenda Nota; periodistas como Luz Escobar, Maykel González Vivero y Waldo Fernández; y políticos como Ernesto Ariel Suárez.

## Protestas
El 29 de junio de 2020, se realizaron manifestaciones pacíficas en todo el territorio, y además de pedir justicia para Hansel Hernández también exigían la liberación de opositores como Silverio Portal Contreras. El Gobierno cubano acusó a la oposición de propagar fake news; por el contrario, al gobierno se le criticó que las fuentes utilizadas por medios afines provengan de un canal de YouTube con acusaciones de racismo, homofobia y transfobia.
El 30 de julio, militares del ejército cubano fueron trasladados a varias partes de La Habana para controlar las manifestaciones.
El Comité para la Protección de los Periodistas informó que la empresa estatal Empresa de Telecomunicaciones de Cuba (ETECSA) cortó el acceso a Internet para evitar el incremento de las manifestaciones.

### Detenciones
Se registraron arrestos masivos, tanto a opositores como a activistas antiracismo. El líder del Comité de Ciudadanos por la Integración Racial Juan Antonio Madrazo Luna fue arrestado y llevado a un calabozo de la PNR. Madrazo expresó tiempo después en su cuenta de Twitter que tiene «rabia e indignación por la indiferencia de un poder hegemónicamente blanco y racista».
La artista Tania Bruguera fue detenida a las 6:00 a.m. (hora de Cuba) el 30 de junio y liberada diez horas después, por haber participado en una de las primeras manifestaciones. Según Brugera, las fuerzas del orden cometieron abuso psicológico contra ella, y el gobierno justifica las detenciones bajo el pretexto de «propagación de epidemia».
El 1 de julio, organizaciones de derechos humanos informaron del corte de Internet en provincias como Camagüey, Santiago de Cuba, La Habana, Guantánamo, Matanzas y Villa Clara para intentar suprimir las protestas, y también comunicaron que los Órganos de Seguridad del Estado (OSE) están conminando a los manifestantes a no salir de sus casas.
El grupo femenino Damas de Blanco se unió a las protestas en La Habana el 4 de julio en apoyo a las manifestaciones contra el gobierno, su presencia causó altercados.

### Violación de derechos humanos
Condenamos ola represiva del gobierno de Cuba contra protestas por racismo y violencia, tras muerte de joven negro a manos de la policía cubana.
Observatorio Cubano de Derechos Humanos, 1 de julio de 2020.

El periodista del diario español ABC Jorge Enrique Rodríguez fue detenido al cubrir las protestas; el Ministerio del Interior afirmó que fue arrestado por «desacato a la autoridad» al participar en las protestas. Otros periodistas también fueron detenidos y junto con Rodríguez esperan juicio. Change.org creó una petición para la liberación de Rodríguez, realizada por diversas personalidades lideradas por Tania Bruguera. Según el OCDH y Reporteros Sin Fronteras (RSF), Rodríguez, además de cubrir sobre la muerte de Hernández, también investigaba sobre las personas que intentan cruzar la Puerta del Noreste que separa el territorio cubano de la Base Naval de la Bahía de Guantánamo y los casos de feminicidios que no son tratados por el sistema judicial. Jorge Enrique Rodríguez fue liberado el 3 de julio, la noticia fue dada por la también periodista Peniley Ramírez.
El 1 de julio, OCDH, RSF y PEN Club Internacional denunciaron que los OSE estaban persiguiendo a activistas y periodistas.
El opositor José Daniel Ferrer y otros 30 manifestantes fueron detenidos; Ferrer denunció tortura. La Sociedad Interamericana de Prensa condenó «la detención, el hostigamiento, el despliegue de efectivos y la restricción del acceso a Internet contra periodistas y activistas como parte de un operativo represivo para impedir manifestaciones pacíficas contra la violencia policial y el racismo».
Otros detenidos de relevancia fueron el periodista Abraham Jiménez Enoa, de The Washington Post, el influencer El Kende de Cayo Hueso, el artista Luis Manuel Otero Alcántara, el rapero Amaury Pacheco y el músico Maykel Osorbo.
La Unión Patriótica de Cuba denunció que efectivos policiales se pusieron fuera de su sede por ser parte de las protestas. Ariel Ruiz Urquiola, científico y activista cubano, llamó a la diáspora cubana a levantar la bandera de Cuba en las sedes de Naciones Unidas. El 3 de julio Ruiz Urquiola tuvo una presentación en la sede de las Naciones Unidas en Ginebra, por haber realizado una huelga de hambre, en donde intentó hablar sobre los derechos humanos en Cuba, en esa oportunidad Ruiz tuvo interrupciones de las delegaciones cubana, venezolana, China y norcoreana. La organización no gubernamental UN Watch consideró la actuación de esas delegaciones, incluida la cubana a las cuales calificó de «dictaduras cómplices», un intento de censurarlo.
El 6 de julio, Luis Manuel Otero Alcántara, Maikel Castillo y otras dos personas ligadas a las protestas fueron heridas durante una detención policial en una tienda de abastecimiento y llevadas a una comisaría.
El 20 de julio, varias figuras opositoras, activistas y periodistas informaron que fueron sitiados en sus hogares por fuerzas del gobierno y también sufrieron cortes de comunicaciones.

### Cuestión policial
El Gobierno de Cuba lanzó la campaña Estoy contigo en favor de la PNR y los OSE; para los manifestantes representó un intento gubernamental de evadir las acusaciones de acoso policial y de persecución política que pesan sobre las fuerzas del orden. Granma, el diario oficial del Partido Comunista de Cuba (PCC), considera las manifestaciones como una «superofensiva del momento» contra la PNR proveniente desde Miami, comparándolas con la propaganda antisoviética contra la policía soviética entre finales de los años 1980 e inicios de los años 1990 que, a criterio del PCC, fue uno de los motivos de la disolución de la Unión Soviética. También se inició la campaña #HéroesDeAzul para intentar recuperar la confianza de la población con la institución a través del activismo hashtag, el diario Periódico Cubano dijo que el gobierno incluso crea perfiles falsos en redes sociales para hacer propaganda a la campaña.

## Reacciones

### Nacionales
- El Ministerio del Interior en un documento oficial comunicó que «lamenta el fallecimiento de esta persona en las circunstancias antes descritas, en medio de intensas jornadas de nuestros combatientes junto al pueblo en defensa de la vida, la tranquilidad ciudadana y el orden interior».[50]

- Eduardo del Llano, escritor cubano, cuestionó la respuesta de la prensa simpatizante del gobierno: «Entiendo perfectamente que la gente tenga dudas razonables (…) no hay un periodista en Cuba que siga el caso, como tampoco entran a los procesos judiciales que atañen directamente a la policía porque se supone que es a puertas cerradas».[41]

- Rosa María Payá, disidente y activista cubana, dijo que «hoy el miedo lo tiene el régimen; Raúl Castro y Miguel Díaz-Canel ordenaron represión total de los cubanos que se dirigían a la manifestación del 30 de junio. Esta es la lista parcial de los detenidos y hostigados en todo el país. Mujeres y hombres pacíficos que exigen justicia y libertad».[51]

- Daymé Arocena, cantante cubana, pidió justicia para Hernández, diciendo además que «la policía, dentro del ejercicio constante del deber, tiene que estar capacitada para neutralizar cualquier acción sin necesidad de utilizar un arma de fuego, más aún cuando el atacante está desarmado».[52]

- Osmani García, músico cubano, dijo que la isla «está peor que en los tiempos de Batista», refiriéndose al antiguo dictador cubano Fulgencio Batista.[53]

### Internacionales
- Estados Unidos:
  - Michael Kozak, subsecretario de Estado para Asuntos del Hemisferio Occidental de Estados Unidos, se pronunció en lo referente a las protestas por la muerte de Hernández expresando que «hoy [el 1 de julio] el régimen de Castro detuvo arbitrariamente a manifestantes pacíficos y cortó la comunicación de los periodistas (…) Una vez más, el régimen muestra su desprecio por las libertades de reunión y de expresión».[54][55][56] Anteriormente, Kozak había defendido a la diplomática Mara Tekach ante la protesta de la cancillería cubana por su apoyo a José Daniel Ferrer, participante de las protestas que ya era considerado un preso político por el Gobierno estadounidense desde antes de las protestas, diciendo que «sus acciones y palabras son las de los Estados Unidos (…) Los ataques contra nuestros diplomáticos no pueden compensar la grave incompetencia del régimen [cubano]».[57]
  - Rick Scott, senador y exgobernador de Florida por el Partido Republicano, dijo que «nada ha cambiado y nada cambiará hasta que Cuba sea libre y el régimen cubano no exista (…) El régimen continúa persiguiendo a disidentes, manifestantes pacíficos y aquellos que luchan por los derechos humanos».[54][58]
  - Mario Díaz-Balart, senador de Florida por el Partido Republicano, dijo que «hoy, el régimen asesino de Cuba detuvo a José Daniel Ferrer, su hijo y un grupo de activistas para evitar su participación en una manifestación pacífica. La represión en Cuba continúa aún después de más de 60 años. Debería darle vergüenza al mundo la existencia de tal infamia».[54][59]
  - Marco Rubio, senador de Florida por el Partido Republicano, dijo que «el régimen de Díaz-Canel y Castro continúa durante la pandemia del COVID-19. Hoy [en referencia al 30 de junio] detuvieron a varios activistas incluyendo a José Daniel Ferrer, quien cumple una injusta detención arbitraria en su casa».[54][60]

- El 14 de julio de 2020, la revista de MoMA de Nueva York dedicó una publicación a Hansel Hernández y al racismo estructurado por parte del Estado hacia la población afrocubana.[61]

- Costa Rica: El Partido de los Trabajadores, de ideología trotskista, pidió que se realice «una investigación independiente y creíble», además condenó la respuesta del gobierno cubano a las protestas y lo tildó de «estalinismo cubano», de élite blanca y sentenció que «no importa si ocurre en Minneapolis o en Guanabacoa, bajo el gobierno de Trump o el de Díaz-Canel. Las políticas de gatillo fácil y de criminalización de la juventud negra son parte de las políticas de racismo sistémico de las sociedades capitalistas»[62]

- Organización de los Estados Americanos: Luis Almagro, secretario general de la OEA, expresó que condena «la constante persecución contra líderes de oposición en Cuba. Exigimos a la dictadura libere inmediatamente a los presos políticos y cese la intimidación. Deben fortalecerse sanciones contra la dictadura cubana».[54][63]

- Comisión Interamericana de Derechos Humanos: La CIDH dijo que «las personas activistas fueron detenidas para impedirles participar de las manifestaciones convocadas por el asesinato de Hansel Ernesto Hernández (…) la CIDH insta al Estado de Cuba a determinar la inmediata liberación de las personas activistas detenidas, en particular del adolescente, y a cumplir las recomendaciones del informe publicado el 4 de junio».

- Amnistía Internacional dijo que existen «reportes preocupantes de que más de 35 activistas y periodistas en Cuba han sido detenidos y a otros 40, agentes estatales no les dejan salir de sus casas, en el marco de la manifestación del 30 de junio (…) ¿Dónde se las llevaron? ¿Bajo qué base legal? ¿Cómo les protegerán del COVID-19 durante la detención? También, ¿bajo qué criterios legales retuvieron a activistas y periodistas en sus casas, sin poder salir a manifestarse pacíficamente, según reportes? La libertad de expresión es un derecho que deben garantizar en Cuba. Esperamos sus respuestas».[54]